# Laparotomija
Laparotomija (lat. laparotomie) je kirurška procedura koja se odnosi na otvaranje trbušne duplje. Drugi naziv je coeliotomia. 

## Terminologija
Dijagnostička laparotomija se naziva i ekplorativna laparotomija i radi se u slučaju kada je priroda bolesti nepoznata. 
Terapeutska laparotomija se radi kada je poznat uzrok (čir, žučni kamenci, rak debelog crijeva) i laparotomija je potrebna da bi se bolest izliječila. 
Uobičajeno je samo ekplorativnu laparotomiju smatrati samostalnom procedurom, jer se kod drugih operacija smatra početnom fazom operacije. 

## Vrste incizija

### Medijalna laparotomija
Medijalna laparatomija (lat.laparotomia mediana) je vertikalna incizija koja ide kroz središnju crtu na mjestu gdje se spajaju niti musculus rectus abdominis na dijelu koji se zove bijela linija (lat.linea alba). 
Gornja medijalna laparotomija (lat.laparotomia mediana superior) se proteže od ksifoidnog nastavka do pupka. 
Donja medijalna laparotomija (lat.laparotomia mediana inferior) se proteže od pupka do mons pubis. 
Središnja incizija je preferirana kod eksplorativne laparotomije. 

### Drugi tipovi laparotomija
- Kocher (desna subkostalna) incizija (po Emil Theodor Kocher); koristi se za pristup jetri i bilijarnom traktu.[1]

- Davis ili Rockey-Davis incizija u donjem desnom kvadrantu se koristi za  apendektomiju.

- Pfannenstielova incizija je poprečna incizija ispod pupka odmah iznad pubične simfiza.[2] Kod ove operacije se koža, potkožno tkivo i fascija sijeku poprječno a linea alba uzdužno. Koristi se za carski rez i ginekološke operacije.
- Lumbotomija se koristi straga u slabinskoj (lumbalnoj) regiji kada je potreban pristu bubrezima i gornjim mokraćnim kanalima. [3]